# The Deserter
The Deserter er en amerikansk stumfilm fra 1912 af Thomas H. Ince.

## Medvirkende
- Francis Ford
- William Clifford
- J. Barney Sherry
- Lillian Christy
- Ethel Grandin